# Стратанович, Владимир Феодосьевич
Владимир Феодосьевич Стратанович (23 сентября 1935, Унеча, Западная область, РСФСР, СССР — 20 мая 2019, Москва) — советский и российский историк, востоковед. Кандидат исторических наук, почётный преподаватель, профессор Дипломатической академии МИД России.

## Биография
Окончил Новозыбковский государственный педагогический институт (1958).
В 1966 году защитил кандидатскую диссертацию «К вопросу о генезисе капитализма в английских колониях Северной Америки в XVI—XVII веках».
В 1966—1973 годах — научный сотрудник ИМЭМО АН СССР.
С 1973 года — преподаватель Высшей дипломатической школы МИД СССР / Дипломатической академии МИД России. Профессор кафедры международных отношений.

## Научное наследие
Автор более 40 опубликованных работ.

### Основные труды
- Внешняя политика и дипломатия Афганистана, Ирана и Турции. — М., 1975. (В соавторстве с Меркуловым К. А.).
- Дипломатия Турецкой Республики // Дипломатия развивающихся государств. — М., 1976.
- Ближневосточная проблема (80-е гг.) // Международные проблемы Азии 80-х гг. — М., 1983.
- Предвоенный политический кризис, его истоки и уроки. — М., 2005.

## Награды
- Лауреат Государственной премии СССР 1981 года за учебник «Внешняя политика Советского Союза».